# Sonic Visualizer
Sonic Visualizer è un software libero per l'analisi audio, prodotto dal Centre for Digital Music dell'Università Queen Mary di Londra e distribuito sotto licenza GPL per tutti i principali sistemi operativi desktop.
Tale software viene usato per analizzare, annotare e trascrivere l'audio dei file musicali, riuscendo a essere utile anche in campo scientifico (ad esempio, nei suoni di origine sconosciuta) ed è altamente specializzabile grazie a una vasta raccolta di plugin nel formato Vamp.
Il codice sorgente di ogni versione è disponibile direttamente su GitHub ed è presente pure un canale ufficiale su Twitter. È presente inoltre una vasta documentazione e una serie di video su come utilizzare il software in tutte le sue potenzialità.

## Storia
Sviluppato a partire dal 2007 e scritto in C++ da Chris Cannam, Christian Landone e Mark Sandler del Centre for Digital Music dell'Università Queen Mary di Londra, esso è stato scaricato già oltre 100.000 volte dal sito ufficiale ed è diventato un punto di riferimento per l'analisi dell'audio digitale.

## Analisi spettrografica dell'audio
Particolarmente immediata nel suo utilizzo è l'analisi mediante spettrogramma dei file audio, già incluso nel programma senza alcuna necessità di plugin esterni e che permette di avere un'idea generale di tutto il contenuto del file.
Analizzando una canzone standard, subito si possono notare il ritmo dettato dalle percussioni e le note dei Bassi, solitamente isolate rispetto al resto delle frequenze di tutti gli altri strumenti musicali e dalle voci, le quali pur risultano in risalto per il fatto di essere generalmente più intense rispetto alle tastiere che suonano nello stesso intervallo di frequenze. Il selettore permette di aumentare o diminuire l'intensità di ogni segnale (in decibel), permettendo di individuare anche i suoni più deboli o, al contrario dei precisi suoni in mezzo a molti altri.
Il programma si distingue, inoltre, per la capacità di riproduzione con una eccezionale qualità anche a velocità minore rispetto a quella standard del file stesso, non soffrendo la stessa dei tipici suoni gracchianti.

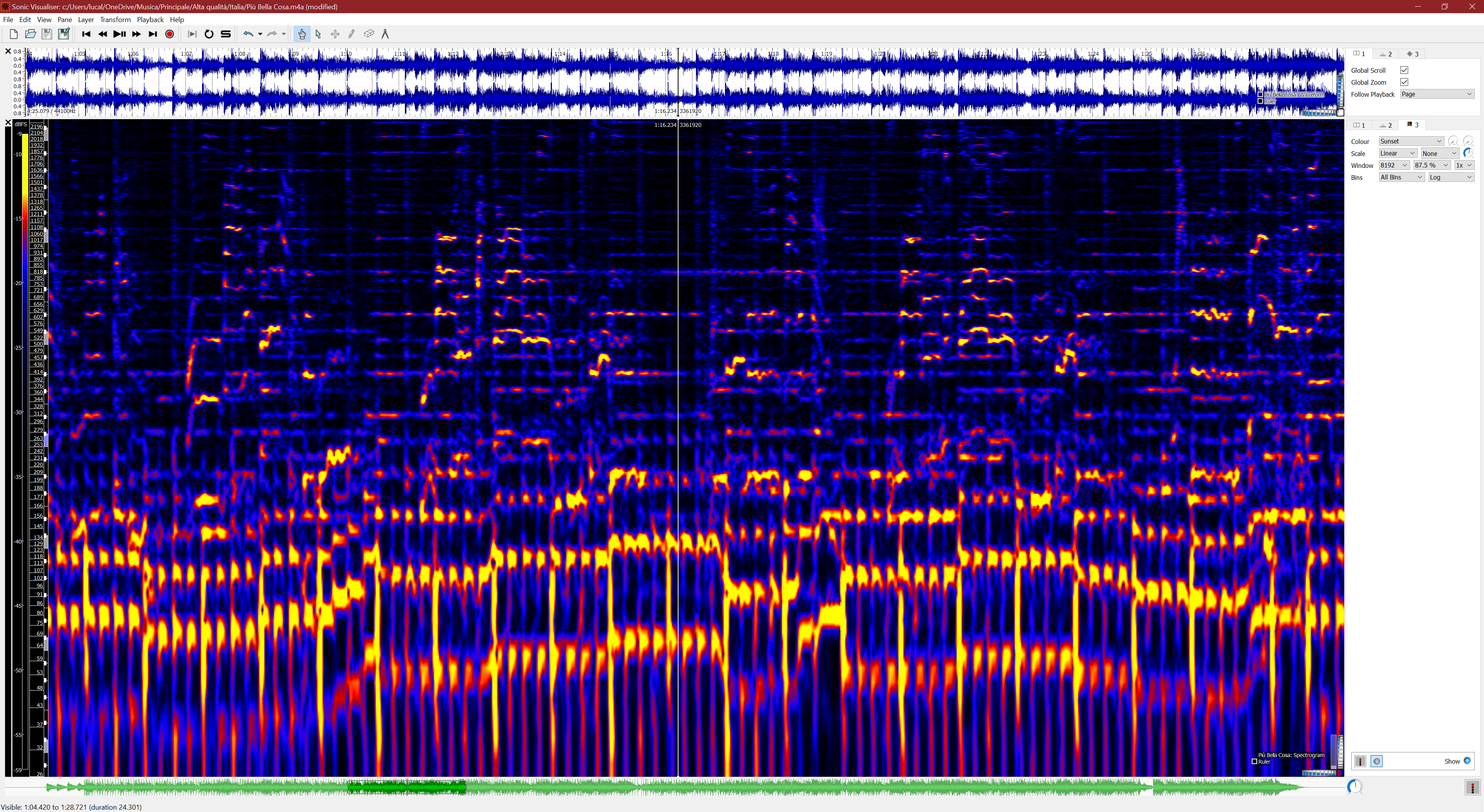
"Più bella cosa" di Eros Ramazzotti (1996), analizzata con lo spettrogramma di Sonic Visualizer: si notano chiaramente le percussioni e i bassi dalle note brevi, che danno un ritmo andante alla canzone.